# Domingas Togna
Domingas Embana Togna (* 14. Juni 1981 in Guinea-Bissau) ist eine ehemalige guinea-bissauische Mittel- und Langstreckenläuferin.

## Karriere
Sie nahm für Guinea-Bissau bei den Leichtathletik-Weltmeisterschaften 2007 in Japan im Marathonlauf teil, den sie nicht beendete, sowie bei den Olympischen Spielen 2008 in Peking, wo sie beim 1500-Meter-Lauf als Elfte ihres Vorlaufs ausschied. Auch nahm sie zweimal an den Spielen der Länder portugiesischer Sprache in Mosambik und in Macau teil sowie bei weiteren Rennen in Senegal, China und Algerien.
Togna wuchs bei ihrer Tante auf und begann 1995 mit dem Laufsport. Zwischen 1990 und 2000 war sie die erfolgreichste Leichtathletin des Landes, die alles auf nationaler Ebene gewann, was möglich war. Ihr Vorbild ist die Läuferin Maria Mutola. Togna gilt als bisher erfolgreichste weibliche Sportlerin Guinea-Bissaus.
Durch den Tod ihres Mannes 2015 hängte sie den Laufsport endgültig an den Nagel und arbeitet fortan, um sich und ihre drei Kinder zu ernähren, als Steinschneiderin völlig verarmt in einem Zwei-Zimmer-Haus am Stadtrand von Bissau. Im April 2021 gab sie ein langes Interview Radio Jovem Guinea-Bissau, dem Jugendsender der nationalen Radiostation des Landes und wurde dabei auch für eine Clip fürs Internet gedreht. Das bezeugt, dass sie in Guinea-Bissau immer noch eine wichtige Prominente ist.